# Antonio Crast

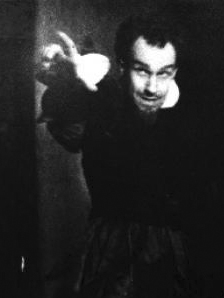
Antonio Crast, 1947

Antonio Crast (* 5. Juli 1911 in Parenzo, heute Kroatien; † 21. März 1984 in Rom) war ein italienischer Schauspieler.

## Leben
Crast legte sein Diplom der Schauspielerei an der Accademia d’Arte Drammatica ab und agierte in der Spielzeit 1932/1933 bei Ermete Zacconi und dann bei Alexander Moissi. Von 1936 bis 1938 besuchte er erneut Kurse, um seine Darstellungskunst zu verbessern. Anschließend blieb er bis 1941 Ensemblemitglied des Theaters der Akademie. 1941/1942 sah in an der Seite von Laura Adani. Nach der Unterbrechung seiner Laufbahn durch den Zweiten Weltkrieg spielte er 1946 unter Alessandro Blasettis Regie in Der versteinerte Wald. In der Saison 1948/1949 am Piccolo Teatro in Rom beschäftigt, wurde er einer der bevorzugten Schauspieler von Orazio Costa, unter dessen Regie er zahlreiche Klassiker aufführte. Am Piccolo Teatro in Mailand schloss sich eine Zeit unter Giorgio Strehler an; 1955/1956 spielte Crast in Mailand.
Crast, der sich vor allem als Mann des Theaters verstand, trat er in nur sieben Kinofilmen zwischen 1946 und 1958, in denen er saftige Nebenrollen interpretierte. Dagegen war er häufiger an Radioübertragungen und einigen Fernsehinszenierungen (Vita di Michelangelo 1964) beteiligt. Nach seiner aktiven Karriere Ende der 1950er Jahre widmete er sich der Ausbildung des Nachwuchses.

## Filmografie (Auswahl)
- 1946: Davanti a lui tremava tutta Roma
- 1946: Verschwörung gegen Tod und Hölle (Amanti in fuga)
- 1950: Der Löwe von Amalfi (Il leone di amalfi)
- 1951: Antonius von Padua (Antonio di Padova)
- 1952: Männer ohne Tränen (La voce del silenzio)
- 1958: Die Vergeltung des roten Korsaren (Il figlio del Corsaro Rosso)